# Pereslavl-Zalesski
Pereslavl-Zalesski (în rusă Переславль-Залесский) este un oraș din Regiunea Iaroslavl, Federația Rusă și are o populație de 37.728 de locuitori.